# Ariane Müller-Ressing
Ariane Müller-Ressing (* 4. Dezember 1947 in Düsseldorf) ist eine deutsche Volkswirtin, die sich vielfältig ehrenamtlich engagiert. Sie erhielt für ihr langjähriges Engagement in der Flüchtlingsarbeit im Jahr 2018 im Namen der Landesregierung Baden-Württemberg die Bundesverdienstmedaille. Bereits 2013 war ihr der Bürgerpreis der CDU-Bezirksgruppe Sillenbuch/Heumaden/Riedenberg verliehen worden.

## Gesellschaftspolitisches Engagement
Müller-Ressing begann ihr Engagement 1980 als Elternbeirätin und Elternbeiratsvorsitzende im Kindergarten und in der Schule sowie als Mitglied im Landeselternbeirat Baden-Württemberg. Sie war im Kinderschutzbund tätig und unterstützt den Förderverein Wildwasser in Stuttgart; sie machte bei der Lokalen Agenda sowie in der Nachbarschaftshilfe mit. Müller-Ressing war 1992 Mitbegründerin des aus der Kontaktgruppe Asyl hervorgegangenen stadtweit ersten Asylkreises in Heumaden-Sillenbuch und engagiert sich seitdem mit bundesweiter Ausstrahlung in der Flüchtlingshilfe.
Gemeinsam mit der Stuttgarter Bürgerstiftung koordinierte sie einen Runden Tisch für 35 Aktive in der Flüchtlingsarbeit und nahm im Jahr 2015 für die Stuttgarter Bürgerstiftung den Förderpreis Aktive Bürgerschaft in der Kategorie „Mitbestimmen“ entgegen. Auch als ehrenamtliche Vorstandsvorsitzende der „Arbeitsgemeinschaft für die eine Welt“ berät sie bundesweit in der Flüchtlingsarbeit tätige Akteure und ist nach wie vor regelmäßige Ansprechpartnerin in Flüchtlingsunterkünften. Ihr Expertise floss unter anderem in die Qualitative Studie des Berliner Instituts für empirische Integrations- und Migrationsforschung ein, deren Ergebnisse in der Bertelsmann-Studie Koordinationsmodelle und Herausforderungen ehrenamtlicher Flüchtlingshilfe in den Kommunen veröffentlicht sind.
Am 16. Februar 2018 wurde ihr für ihr außerordentliches gesellschaftspolitisches Engagement die Verdienstmedaille des Verdienstordens der Bundesrepublik Deutschland verliehen.